# Dio-et-Valquières
Dio-et-Valquières è una frazione del comune di Lunas-les-Châteaux, situato nel dipartimento dell'Hérault nella regione dell'Occitania. In precedenza comune autonomo, dal 1º gennaio 2025 è confluito insieme all'ex comune di Lunas nel nuovo comune di Lunas-les-Châteaux.

## Società

### Evoluzione demografica
Abitanti censiti